# Stanhope (Durham)
Stanhope ist der Name einer Marktgemeinde im nordenglischen County Durham. Sie liegt am Fluss Wear im Weardale. Die A689 trifft hier auf die B6278 von Barnard Castle nach Shotley Bridge. Das Dorf Stanhope hat eine Fläche von 0,63 km² und hat 1572 Einwohner (2021). im Jahr 2011 hatte die Verwaltungseinheit eine Bevölkerung von 4581 Einwohnern.
Die Gemeinde Stanhope selbst erstreckt sich über ein großes Areal und umfasst sowohl die Orte Cornriggs, Cowshill, Daddry Shield, Eastgate, Frosterley, Ireshopeburn, Killhope, Lanehead, Shittlehope, St John’s Chapel, Wearhead and Westgate, alle an der A689 gelegen, als auch Bollihope, Bridge End, Brotherlee, Copthill, Crawleyside, East Blackdene, Hill End, Lintzgarth, New House, Rookhope, Unthank, West Blackdene und White Kirkley.
Die Gegend ist für Wanderer sehr interessant, da die Weideflächen für Schafe eine Heidelandschaft gebildet haben, die, von Bachläufen durchzogen, sehr reizvoll ist. Die Pennines, in denen Stanhope liegt, gelten als eine der sehenswertesten Landschaften Englands.

## Lage
Der Hauptort Stanhope liegt im Weardale zwischen Eastgate und Frorsterley. Nächste größere Gemeinden sind Newcastle upon Tyne, Bishop Auckland und Barnard Castle.

Ortsansicht Stanhope
Heide bei Stanhope
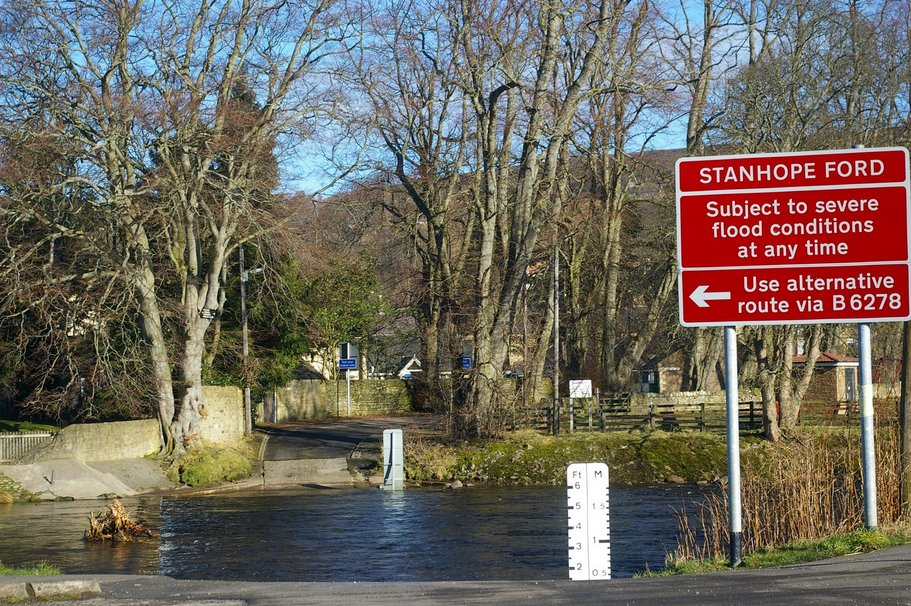
Furt in Stanhope
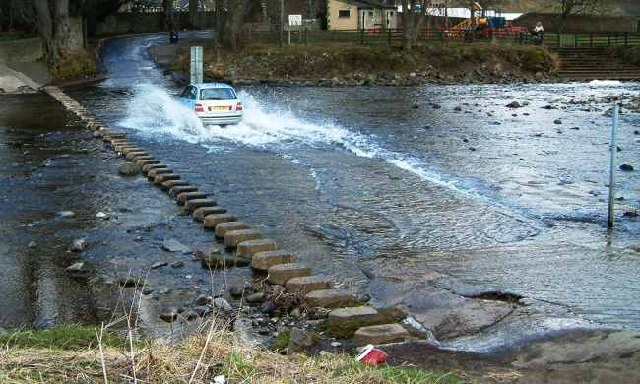
Furt in Stanhope

## Sehenswürdigkeiten
- Stanhope: Stanhope Ford (Furt von Stanhope) durch den Fluss Wear, mit extra Trittsteinen für Fußgänger
- Stanhope: versteinerter Baumstumpf im Hof der Kirche
- Stanhope: Durham Dales Center mit Teestube

## Söhne und Töchter der Gemeinde
- Henry Horrocks Slater (1851–1934), Geistlicher und Naturforscher
- William Percival Crozier (1879–1944), Journalist